# Innobindus collessi
Innobindus collessi är en insektsart som beskrevs av Birgit Löcker 2007. Innobindus collessi ingår i släktet Innobindus och familjen kilstritar. Inga underarter finns listade i Catalogue of Life.